# Cottea pappophoroides
Genre
Espèce
Cottea pappophoroides est une espèce de plantes monocotylédones de la famille des Poaceae, sous-famille des Chloridoideae, originaire d'Amérique du Nord et du Sud. C'est l'unique espèce du genre Cottea (genre monotypique).

## Description
Cottea pappophoroides est une plante herbacée, vivace, cespiteuse, aux tiges dressées ou géniculées, pouvant atteindre de 30 à 70 cm de long.
Les feuilles présentent une ligule formée d'une frange de poils de 0,5 mm de long, et un limbe allongé de 8 à 20 cm de long sur 3 à 6 mm de large.
L'inflorescence est une panicule contractée, elliptique, de 10 à 20 cm de long sur  4 à 6 cm de large, regroupant des épillets solitaires.
Les oblongs, de 7 à 10 mm de long, comprimés latéralement, comptent de 4 à 8 fleurons fertiles. Ils se désarticulent à maturité par abscission sous chaque fleuron fertile.
Le fruit est un caryopse oblong, au péricarpe adhérent, de 1,5 mm de long.

## Distribution et habitat
L'aire de répartition de l'espèce s'étend d'une part en Amérique du Nord, du sud-ouest des États-Unis jusqu'au centre du Mexique et d'autre part en Amérique du Sud.

## Taxinomie
L'espèce Cottea pappophoroides a été décrite par le botaniste allemand, Karl Sigismund Kunth , et publiée en 1829 dans la revue Révision des graminées (1: 84.),,.
Étymologie
Le nom générique « Cottea » est un hommage à l'agronome allemand, Heinrich Cotta.
L'épithète spécifique « pappophoroides » est un terme de latin botanique signifiant « semblable au genre Pappophorum ».
Cytologie
Le nombre chromosomique de base du genre est  x = 10, avec un nombre chromosomique somatique de 2n = 20 (diploïde).